# Pyrimethamine
Pyrimethamine (merknaam Daraprim van GlaxoSmithKline) is een antiparasitair middel, dat gebruikt wordt in combinatie met een sulfonamide. Het is in combinatie met sulfadoxine gebruikt voor de preventie van malaria, maar wegens resistentieopbouw bij de Plasmodium falciparum-parasiet is het hiervoor niet langer aan te bevelen.
Pyrimethamine in combinatie met sulfadiazine wordt toegepast voor de behandeling van actieve toxoplasmose veroorzaakt door Toxoplasma gondii.
Pyrimethamine is een foliumzuur-antagonist; het remt de activiteit van het enzym dihydrofolaatreductase, dat dihydrofolaat omzet in tetrahydrofolaat. De stofwisseling van de parasiet wordt daardoor verstoord.
Langdurig gebruik van pyrimethamine kan leiden tot foliumzuurtekort en daarmee gepaard gaande bloedarmoede of bloedafwijking (tekort aan witte bloedlichaampjes of tekort aan bloedplaatjes).
De stof is opgenomen in de lijst van essentiële geneesmiddelen van de WHO.

## Prijsvorming
Het meer dan 60 jaar oude geneesmiddel kwam in 2015 in opspraak wegens de extreme prijsverhoging in de Verenigde Staten. Turing Pharmaceuticals, de fabrikant van Daraprim in de Verenigde Staten, verhoogde de prijs van 13,50 dollar per stuk naar 750 dollar. Het motief van het bedrijf was dat er geen concurrerend aanbod was en dat de inkomsten nodig waren voor onderzoek naar nieuwe medicijnen. In Nederland was de prijs de afgelopen jaren opgelopen tot 40 cent per tablet. In België kost een verpakking van 30 tabletten €4,46 (15 cent per tablet).